# Pardosa ontariensis
Pardosa ontariensis este o specie de păianjeni din genul Pardosa, familia Lycosidae, descrisă de Gertsch, 1933. Conform Catalogue of Life specia Pardosa ontariensis nu are subspecii cunoscute.